# Nymula pelope
Nymula pelope är en fjärilsart som beskrevs av Jacob Hübner 1816. Nymula pelope ingår i släktet Nymula och familjen Riodinidae. Inga underarter finns listade i Catalogue of Life.